# Чернушка восточная
Черну́шка восто́чная (лат. Nigélla orientális) — однолетнее травянистое растение; род семейства Лютиковые (Ranunculaceae).

## Распространение и экология
Встречается в Малой Азии, на Кавказе.
Растёт в посевах, на степных склонах.

## Ботаническое описание
Стебель голый, резко гранистый.
Листья дважды перисто-рассечённые с узколинейными немногочисленными дольками.
Чашелистики жёлтые, длиной до 1,5 см, продолговатые; лепестки-нектарники вдвое короче чашелистика.
Плод — листовка, плоско сплюснутая, зеленовато-жёлтые; семена яйцевидные.

## Классификация

### Таксономия
Вид Чернушка восточная входит в род Чернушка (Nigella) подсемейства Лютиковые (Ranunculoideae) семейства Лютиковые (Ranunculaceae) порядка Лютикоцветные (Ranunculales).
|  |                                      |  |                                                             |                                                             |                     |  | ещё 9 семейств (согласно Системе APG II) | ещё 9 семейств (согласно Системе APG II) |                        |  |  |  | ещё около 40 родов (согласно Системе APG II) | ещё около 40 родов (согласно Системе APG II) |  |  |
|  |                                      |  |                                                             |                                                             |                     |  | ещё 9 семейств (согласно Системе APG II) | ещё 9 семейств (согласно Системе APG II) |                        |  |  |  | ещё около 40 родов (согласно Системе APG II) | ещё около 40 родов (согласно Системе APG II) |  |  |
|  |                                      |  |                                                             | порядок Лютикоцветные                                       |                     |  |                                          |                                          | подсемейство Лютиковые |  |  |  |                                              | вид Чернушка восточная                       |  |  |
|  |                                      |  |                                                             | порядок Лютикоцветные                                       |                     |  |                                          |                                          | подсемейство Лютиковые |  |  |  |                                              | вид Чернушка восточная                       |  |  |
|  | отдел Цветковые, или Покрытосеменные |  |                                                             |                                                             | семейство Лютиковые |  |                                          |                                          | род Чернушка           |  |  |  |                                              |                                              |  |  |
|  | отдел Цветковые, или Покрытосеменные |  |                                                             |                                                             |                     |  |                                          |                                          |                        |  |  |  |                                              |                                              |  |  |
|  |                                      |  | ещё 44 порядка цветковых растений (согласно Системе APG II) | ещё 44 порядка цветковых растений (согласно Системе APG II) |                     |  |                                          | ещё 4 подсемейства                       | ещё 4 подсемейства     |  |  |  | ещё около 25 видов (согласно Системе APG II) |                                              |  |  |
|  |                                      |  |                                                             | ещё 44 порядка цветковых растений (согласно Системе APG II) |                     |  |                                          |                                          | ещё 4 подсемейства     |  |  |  |                                              |                                              |  |  |